# Йоганн Якоб Рьомер
Йоганн Якоб Рьомер (нім. Johann Jacob Römer) — швейцарський лікар, ентомолог і ботанік.

## Біографія
Рьомер був професором ботаніки та директором старого ботанічного саду "Цур Кац" в Цюрихському університеті. З 1784 року він вивчав медицину та біологію в університеті Геттінгена і в 1786 році здобув ступінь доктора наук з дисертацією на гінекологічну тему. У 1788 р. Рьомер став членом Швейцарського наукового товариства, а потім практикував лікарем у Цюриху. У революційні роки з 1799 по 1803 рр. Рьомер звільнився з професорсько-викладацького складу цього закладу і знову прийняв посаду професора в 1804 р., коли цей заклад став кантональним інститутом. Він займався там до самої смерті.
З австрійським ботаніком Йозефом Августом Шультесом він опублікував 16-те видання лат. Systema Vegetabilium Карла фон Лінне. У 1793 р. Рьомер був обраний іноземним членом Королівської шведської академії наук, а в 1808 р. — членом-кореспондентом Баварської академії наук.
Разом з Паулем Устері Рьомер видавав журнал з ботаніки. У 1797 р. Рьомер став директором Ботанічного саду в Цюриху і нарешті очолив Президію Ботанічної комісії Цюрихського товариства природничих досліджень. На честь науковця названий рід рослин з родини макових — Roemeria.

## Деякі публікації
- 1787–1791: Magazin für die Botanik
- 1788: Ueber den Nutzen und Gebrauch der Eidechsen in Krebsschäden der Lustseuche und in verschiedenen Krankheiten
- 1789: Genera insectorum Linnaei et Fabricii iconibus illustrata
- 1797–1811: Flora Europaea inchoata
- 1797: Encyclopädie für Gärtner und Liebhaber der Gärtnerei
- 1816: Versuch eines möglichst vollständigen Wörterbuchs der botanischen Terminologie
- 1817–1830: Systema vegetabilium (ed. 16)